# Matronalia
Le Matronalia erano una festività romana che si celebrava il 1º marzo in onore di Giunone Lucina, fin dai tempi di Romolo e Tito Tazio, riservati alle donne che avevano contribuito alla cessazione della guerra.
La festività cadeva alle calende di marzo, anche dette femineae kalendae, l'inizio dell'antico calendario romano: le donne romane recavano fiori e incenso al tempio di Giunone Lucina sull'Esquilino, la cui costruzione era tradizionalmente fatta risalire al 1º marzo 375 a.C., e facevano dei voti per la gloria dei loro mariti. Era costume che in questa occasione gli uomini facessero dei doni alle mogli e alle madri. Il collegamento col culto di Giunone Lucina, protettrice delle nascite, trasformò la festività nella celebrazione delle nascite.
Si trattava in effetti di una rivisitazione della cerimonia privata del matrimonio, in cui lo sposo faceva dei doni alla sposa, la quale, a sua volta, lodava il marito; tale celebrazione veniva quindi ritualmente ripetuta all'inizio dell'anno nuovo.